# Живково
Живково је насељено место града Лесковца у Јабланичком округу. Према попису из 2022. било је 524 становника.
Овде се налази ФК Млади Борац Живково.

## Етимологија
У прошлости је читав овај крај био обрастао шумом, па је било чак и стабала старих по неколико векова. Феликс Каниц, путописац који је у 19. веку обилазио ове крајеве, забележио је: „Дуж Јабланице, поред самог пута код Дупљана, видео сам дивне храстове чија су стабла имала у обиму од 5 до 7 метара”. Дупљане је заправо било старо име Живкова, које је важило као званично све до 1947. године. Назив Дупљане води порекло од старијег имена насеља Дубљане, који је пак настао од речи дубити. Наиме, главно занимање становништва у прошлости било је везано за обраду дрвета - они су дубили храстова дебла, правећи тао корита, карлице и ситније посуђе.
Колико дуго и од када насеље има ово име не може се поуздано утврдити. Настајало је спонатано, кроз комуникацију с другим ближим или даљим местима, да им послужи као одређење на које се људе нешто односи. У турском попису из 1516. године наводи се насеље Дупљане, односно Дупљани, при чему се у првом реду мисли на оне од којих су убирали дажбине.
Постоје још неколико теорија, мада мање прихваћених, о настанку имена села. Једна тврди да је село добило име по дупљама (земуницама) у којима су живели мештани, док друга наводи да први мештани села заправо представљају досељенике из Црне Горе, тачније Дукље, по којима је село добило име Дукљани, које је касније постало Дупљани.
Име села промењено је у Живково 9. априла 1947. године, у част првоборца НОР-а, Живка Цекића.

## Положај
На источном ободу Добре Главе (471 метар), а у подножју брегова Црепуљарка, Церић, Пољачки брег, Гробничка страна и Ванос, у Лесковачком пољу, налази се село Живково. Западно од њега је Каштавар, северно Печењевце, источно и североисточно Доња Локошница и Брејановце, југоисточно Богојевце и јужно Прибој. Од Лесковца је удаљено 8–10 km, а од Печењевца 2–4 km. Лежи на обалама реке Јабланице, која га прибија уз поменуте брегове. Простире се правцем север-југ, у ваздушној линији од 2,1 km, врло специфично, налик на три полуострва, па је зато село сачињено од три засеока: Горње Живково, Средње Живково (Доња Махала) и Доње Живково (Чивлче). Село је повезано са главним путем преко мостова (један у Доњем, други у Горњем Живкову). Средином села протеже се главна, асфалтирана улица, од које полази и у коју се улива више споредних улица. Куће су збијене, готово пригњечене једна до друге, са малим двориштима, оптерећеним помоћним зградама.

## Географија
Атар села обухвата површину од 641 хектар, од чега су највећи део њиве и вртови, а сасвим мали воћњаци, виногради и шуме. Рељефни облици земљишта омогућавају пољопривредној механизацији лак приступ, а захватају брежни део, са надморском висином од 269 метара (Селиште, Косаче), 311 метара (Ванос) и 329 метара (Вучјак), као и други, доста нижи део, источно од села, поред Јабланице и ка Јужној Морави, од 212 до 214 метара. Прелаз са једне земљишне равни у другу је нагао, тако да та особеност делу насеља чини добру брану од јаких северних ветрова. Те стрмине су под танким земљишним покривачем и поседују камене стене одличног квалитета. Атар Живкова, као део Лесковачке котлине, поседује својства изузетне плодности. Земљиште је сврстано углавном у класама, по бонитету од један до три. Мањи део је у четвртој и петој класи, и то у појединим рубним деловима.
На појединим местима, нарочито тамо где река више меандрира, већи су наноси песка па се та места тако и зову. Од прибојске воденице (доње) с обе стране реке, а нарочито на десној обали, велико је песиште које се протеже све до места званог Банковско бучало. Сва та песишта теже подносе сушне периоде од осталих, па је ту земљиште мање плодно.
За разлику од брежног, земљиште у равници обично се назива пољем. По том обележју, део поља преко пруге, па све до баре, дели се на три целине. Од надвожњака, па ка Матејином бресту, средишњи је део, јужно према атарима села Богојевца и Прибоја - Горње поље и северно од средишњег дела - Доње поље. Земљиште источно од сеоске пруге садржи више глине, али и хумуса, а мање песка, па је теже за обраду, али је издржљивије у сушним годинама. Тражи правовремену обраду, да се с јесени на време пооре, а с пролећа засеје онда кад се оцеди од сувишне воде. Уз добру агротехнику добијају се одлични приноси свих култура, почев од ратарских и повртарских, до индустријских.

### Хидрографија
Правцем север-југ, са источне стране, улегнуће некадашње баре одваја атаре Живкова, Богојевца и Доње Локошнице. Док је бара била активна, до 60их, 70их година прошлог века, често се изливала, нарочито с пролећа, плавећи прилично широк појас, чиме је одлагала радове у том делу села готово до јуна месеца или је наносила директну штету пшеничним засејима.
Главне реке у селу су Јабланица и безимени поточић који тече кроз горњи део села. Постоје још два поточића, која су веома мала, а извиру на местима која носе име Таскинска корија, односно Лековити кладенац, западно од Доњег Живкова.

### Клима
Климатске прилике носе обележја континенталне климе, са јасно одређеним годишњим добима и пружају повољне услове за развој биљног и животињског света. Последњих година запажају се, међутим, тенденције ка повећању средње дневне температуре и смањењу падавина у току године, што се нарочито лоше одражава у летњим данима, кад ударе такозвани врући ветрови. У односу на остала места у Србији, Лесковац и ово подручје имају мање просечних падавина у току године и вишу температуру у летњем периоду.
Недостатак падавина у пољопривредној производњи донекле се надокнађује експлоатацијом подземних вода, које се са дубина од 7 до 10 метара извлаче помоћу моторних пумпи (раније се до воде долазило на дубини од 5 до 6 метара). Ретко ће се наћи њива у пољу која нема у земљу пободену цев за извлачење воде, једну или више.
Просечна годишња температура у Живкову износи 11.5 °C. Најтоплији месец у години је јул, са просечном температуром од 22.7 °C. Просечна годишња количина падавина износи 39.7 милиметара. Највиша дневна температура икад забележена је у Живкову 31. јула 1985. године и износила је 40 °C, док је најнижа температура од -30,3 °C забележена такође 1985. године. Највише кише пало је септембра 1978. године, чак 154 литара по квадратном метру, а највећи снежни покривач био је 17. фебруара 1991. године, када је нападало 80 центиметара снега, а најдуже се задржао између 1984. и 1985. године, чак 71 дан.
| Клима Живкова (просек 1973—1993)    | Клима Живкова (просек 1973—1993) | Клима Живкова (просек 1973—1993) | Клима Живкова (просек 1973—1993) | Клима Живкова (просек 1973—1993) | Клима Живкова (просек 1973—1993) | Клима Живкова (просек 1973—1993) | Клима Живкова (просек 1973—1993) | Клима Живкова (просек 1973—1993) | Клима Живкова (просек 1973—1993) | Клима Живкова (просек 1973—1993) | Клима Живкова (просек 1973—1993) | Клима Живкова (просек 1973—1993) | Клима Живкова (просек 1973—1993) |
| Показатељ \ Месец                   | .Јан.                            | .Феб.                            | .Мар.                            | .Апр.                            | .Мај.                            | .Јун.                            | .Јул.                            | .Авг.                            | .Сеп.                            | .Окт.                            | .Нов.                            | .Дец.                            | .Год.                            |
| ----------------------------------- | -------------------------------- | -------------------------------- | -------------------------------- | -------------------------------- | -------------------------------- | -------------------------------- | -------------------------------- | -------------------------------- | -------------------------------- | -------------------------------- | -------------------------------- | -------------------------------- | -------------------------------- |
| Апсолутни максимум, °C (°F)         | 13,1 (55,6)                      | 16,0 (60,8)                      | 23,2 (73,8)                      | 25,6 (78,1)                      | 29,3 (84,7)                      | 32,5 (90,5)                      | 35,1 (95,2)                      | 34,7 (94,5)                      | 32,0 (89,6)                      | 27,5 (81,5)                      | 19,6 (67,3)                      | 14,6 (58,3)                      | 35,1 (95,2)                      |
| Просек, °C (°F)                     | 0,0 (32)                         | 2,0 (35,6)                       | 7,0 (44,6)                       | 10,4 (50,7)                      | 15,5 (59,9)                      | 18,6 (65,5)                      | 19,7 (67,5)                      | 19,3 (66,7)                      | 16,6 (61,9)                      | 11,6 (52,9)                      | 5,1 (41,2)                       | 2,1 (35,8)                       | 10,66 (51,19)                    |
| Апсолутни минимум, °C (°F)          | −15,2 (4,6)                      | −11,4 (11,5)                     | −5,9 (21,4)                      | −1,4 (29,5)                      | 2,4 (36,3)                       | 6,7 (44,1)                       | 7,8 (46)                         | 7,3 (45,1)                       | 2,8 (37)                         | −3,1 (26,4)                      | −8,0 (17,6)                      | −11,9 (10,6)                     | −15,2 (4,6)                      |
| Количина падавина, mm (in)          | 37,5 (14,76)                     | 39,1 (15,39)                     | 44,8 (17,64)                     | 53,3 (20,98)                     | 60,3 (23,74)                     | 72,5 (28,54)                     | 45,6 (17,95)                     | 46,2 (18,19)                     | 43,9 (17,28)                     | 40,1 (15,79)                     | 67,3 (26,5)                      | 50,2 (19,76)                     | 600,8 (236,52)                   |
| Извор: Метеоролошка служба Лесковац |                                  |                                  |                                  |                                  |                                  |                                  |                                  |                                  |                                  |                                  |                                  |                                  |                                  |

## Историја

### Праисторија
Подручје око села Живково одувек је било погодно за насељавање. Положај земљишта у односу на саобраћајнице, плодност тла, обиље пашњака и шума, велики број извора и близина водотока пружали су изузетну локацију за формирање насеобине. Данас се, на основу материјалних доказа, може говорити о постојању два локалитета на подручју сеоског атара, о такозваним локалитетима Селиште и Гробничка страна. Један од другог удаљени су између 1 и 1,5 km. Сваки од њих има све услове за добру организацију живота, а конфигурација терена омогућавала је у прошлости добру међусобну комуникацију.

#### Селиште
Овај локалитет налази се југозападно од Живкова, у његовој непосредној близини, а северније од Прибоја. Захвата простор од 10 до 15 хектара. Сам северни део носи назив Селиште, јужни Косаче, а заједнички назив за ова два дела јесте Дуњарник. Земљиште је у овој области равно и шири се према западу и северу. Са јужне стране из оштрије стрмине прелази у блажи превој ка Прибоју. На истоку је стрмина. Земљиште се спушта ка реци под углом од 45 степени. На педесетак корака одатле, у благој удолини са северне стране, налазио се кладенац на коме се захватала вода, сточари су ту чували своја говеда.
Временом, овај простор полако је почео да постаје празан и пуст, јер је становништво одлазило одатле. Разлози за то могу бити вишеструки, мада су најприхваћенија објашњења да је до тога дошло или због ширења разних болести, којима у то доба није било лека, или да је дошло до несташице воде, што је био неопходан услов за живот.
Тражећи погоднију локацију, са довољно воде и заклоном од ветрова, људи су се спуштали у подножје брда, ближе реци, прихватајући свесно борбу с њеним ћудима. Живећи дуго на месту Селиште, у праисторији, а и касније, оставили су одређене трагове, па се тако данас на том подручју може наћи разно обрађено камење, плоче, остаци грнчарије, пепела и слично. У скоријој прошлости мештани Живкова су често у својим двориштима налазили разне глинене посуде, као и керамичке цеви, које су нађене поред извора, па је вероватно да су оне имале улогу некакве водоводне мреже у прошлости. Још једно занимљиво откриће које потврђује да ово подручје било насељено у далекој прошлости је и бунар, откривен сасвим случајно у сеоском атару, који је био дубок преко десет метара, изграђен од камена, са шестоугаоном основом.

#### Гробничка страна
Како и само име места каже, на овом брду је откривено гробље, смештено између засеока Чивлче и Доње Махале. На самом врху брда налази се један омањи равни плато са видљивим трагом гроба. За то гробље тврди се да је старо, да потиче из римског периода, а неки тврде да је латинско. Равни плато се сужава и прелази у оголели камени гребен који се спушта ка реци, одвајајући две оштре стрмине, обрасле кржљавим биљним покривачем.
На овом локалитету пронађени су бројни трагови који упућују на постојање насеобине још у праисторији. Мештани су тако налазили обрађиване камене предмете пречника 3,5 центиметара, добре тврдоће, који потичу из каменог доба, око 15 векова пре нове ере, а вероватно су служили у борби као пројектил који се избацује из праћке. Поред овога, нађени су и делови посуда од печене глине, завидне тврдоће, веома оштрих ивица у прелому, благо заобљених страница, глатке, дебеле 8 милиметара, неправилног троугластог облика, који потичу из периода млађег металног доба.
На овом локалитету постоји место које носи назив Лековити кладенац, вероватно јер је ту некада постојао неки извор лековите воде. На овом месту пронађени су и метални новчићи из раног римског доба, које су вероватно остављали или бацали у извор они који су долазили овде да се лече.

### Стари век
На просторима овог краја људски трагови сежу у давну прошлост. Ту су живели Дардани, велики илирски народ који је насељавао просторе западног дела Балканског полуострва, а потом Римљани. Живот им је био тежак, немиран и буран, али, упркос свему, напредан у привредном и културном смислу. За Илире постоје докази да су живели у пећинама и земуницама, на планинским висовима и шумовитим теренима, ради лакше одбране од непријатеља. Касније су напредовали, па су почели да граде удобније насеобине. Били су добри сточари, а од вуне и коже правили су себи одећу. Знали су за руде и умели да их топе. У овом крају Дардани су били добри произвођачи конопље, чиме су се успешно бавили и Словени по досељавању у ове крајеве.
Када су Римљани освојили ове крајеве, између 97. и 62. године п. н. е, у доба цара Августа, Дардани су потпали под њихов утицај и током времена били су потпуно романизовани. На крају се подела на освајаче и затечене потпуно изгубила. Римско царство ширило се и обухватило читав Балкан, део Азије и Африке. Касније је подељено на Источно, односно Византијско царство, и Западно римско царство. Ови крајеви припали су Византијском царству, које је свој највећи успех доживело за време владавине цара Јустинијана.
Постепеним слабљењем Римског царства, као и долазак Словена на Балкан током 5. до 7. века довео је до промене власти и самог становништва на овим просторима.

## Демографија
У насељу Живково живи 553 пунолетна становника, а просечна старост становништва износи 43,9 година (42,7 код мушкараца и 45,3 код жена). У насељу има 184 домаћинства, а просечан број чланова по домаћинству је 3,64.
Ово насеље је великим делом насељено Србима (према попису из 2002. године), а у последња три пописа, примећен је пад у броју становника.
|             | \| Демографија[12] \| Демографија[12] \| Демографија[12] \| \| Година \| Становника \| Становника \| \| --------------- \| --------------- \| --------------- \| \| 1948. \| 808 \| \| \| 1953. \| 876 \| \| \| 1961. \| 832 \| \| \| 1971. \| 832 \| \| \| 1981. \| 802 \| \| \| 1991. \| 760 \| 747 \| \| 2002. \| 669 \| 686 \| \| 2011. \| 620 \| \| \| 2022. \| 524 \| \| |            |
| Демографија | |            |
| Година      | Становника | Становника |
| 1948.       | 808 |            |
| 1953.       | 876 |            |
| 1961.       | 832 |            |
| 1971.       | 832 |            |
| 1981.       | 802 |            |
| 1991.       | 760 | 747        |
| 2002.       | 669 | 686        |
| 2011.       | 620 |            |
| 2022.       | 524 |            |

| Етнички састав према попису из 2002.‍ | Етнички састав према попису из 2002.‍ | Етнички састав према попису из 2002.‍ | Етнички састав према попису из 2002.‍ | Етнички састав према попису из 2002.‍ |
| ------------------------------------ | ------------------------------------ | ------------------------------------ | ------------------------------------ | ------------------------------------ |
|                                      |                                      |                                      |                                      |                                      |
| Срби                                 | Срби                                 |                                      | 667                                  | 99,70%                               |
| непознато                            | непознато                            |                                      | 2                                    | 0,29%                                |

| Година пописа     | 1948. | 1953. | 1961. | 1971. | 1981. | 1991. | 2002. |
| ----------------- | ----- | ----- | ----- | ----- | ----- | ----- | ----- |
| Број домаћинстава | 132   | 147   | 159   | 188   | 188   | 198   | 184   |

| Број чланова      | 1  | 2  | 3  | 4  | 5  | 6  | 7  | 8 | 9 | 10 и више | Просек |
| ----------------- | -- | -- | -- | -- | -- | -- | -- | - | - | --------- | ------ |
| Број домаћинстава | 29 | 39 | 22 | 31 | 28 | 21 | 10 | 2 | 0 | 2         | 3,64   |

| Пол    | Укупно | Неожењен/Неудата | Ожењен/Удата | Удовац/Удовица | Разведен/Разведена | Непознато |
| ------ | ------ | ---------------- | ------------ | -------------- | ------------------ | --------- |
| Мушки  | 297    | 60               | 202          | 32             | 3                  | 0         |
| Женски | 279    | 29               | 201          | 44             | 5                  | 0         |
| УКУПНО | 576    | 89               | 403          | 76             | 8                  | 0         |

| Пол    | Укупно                    | Пољопривреда, лов и шумарство | Рибарство                            | Вађење руде и камена | Прерађивачка индустрија       |
| ------ | ------------------------- | ----------------------------- | ------------------------------------ | -------------------- | ----------------------------- |
| Мушки  | 180                       | 76                            | 0                                    | 0                    | 51                            |
| Женски | 145                       | 117                           | 0                                    | 1                    | 13                            |
| УКУПНО | 325                       | 193                           | 0                                    | 1                    | 64                            |
| Пол    | Производња и снабдевање   | Грађевинарство                | Трговина                             | Хотели и ресторани   | Саобраћај, складиштење и везе |
| Мушки  | 0                         | 15                            | 9                                    | 5                    | 12                            |
| Женски | 0                         | 0                             | 4                                    | 4                    | 0                             |
| УКУПНО | 0                         | 15                            | 13                                   | 9                    | 12                            |
| Пол    | Финансијско посредовање   | Некретнине                    | Државна управа и одбрана             | Образовање           | Здравствени и социјални рад   |
| Мушки  | 1                         | 0                             | 4                                    | 2                    | 1                             |
| Женски | 1                         | 0                             | 0                                    | 2                    | 2                             |
| УКУПНО | 2                         | 0                             | 4                                    | 4                    | 3                             |
| Пол    | Остале услужне активности | Приватна домаћинства          | Екстериторијалне организације и тела | Непознато            | Непознато                     |
| Мушки  | 0                         | 0                             | 0                                    | 4                    | 4                             |
| Женски | 0                         | 0                             | 0                                    | 1                    | 1                             |
| УКУПНО | 0                         | 0                             | 0                                    | 5                    | 5                             |